# ラ・マシア
ラ・マシア・デ・カン・プラネス(La Masia de Can Planes カタルーニャ語発音：ラ・マジーア・ダ・カン・プラーナス)またはラ・マシア(La Masia、カタルーニャ語発音: [ɫə məˈziə] ラ・マジーア)は、FCバルセロナの育成組織（カンテラ）の総称で、もともとはバルセロナ育成組織の選手寮のことであった。この項では選手寮としてのラ・マシアをラ・マシア寮、育成組織としては単にラ・マシアと呼んで区別する。
史上最高のサッカー選手と称されるリオネル・メッシをはじめ、数多くの名選手を育てたことで知られる。
ラ・マシアは世界で最も優れた育成組織と称賛されており、2010年のFIFAバロンドール投票では最終候補の3人（MFシャビ・エルナンデス、MFアンドレス・イニエスタ、FWリオネル・メッシ）をすべてラ・マシア出身選手で占めるという偉業を成し遂げた。

## 育成組織ラ・マシア
ラ・マシアは世界でもっとも贅沢な育成組織のひとつであり、ラ・マシア寮の運営などに年間500万ユーロの費用がかけられている。育成組織の最年少者は6歳であり、毎年1000人以上の選手が入学試験を受け、そのうちの上位約200人の選手が入学を許される。
多くのスカウトが有望株の発掘に努めており、カタルーニャ州に15人、残りのスペイン全土に15人、海外に10人のスカウトが配置されている。スカウティングにかかる費用を軽減するために地元の15クラブと契約しており、有望選手を定期的に育成組織の練習に呼び寄せている。その見返りとして地元クラブに金銭的な援助をし、指導法や技術アドバイスなども与えている。海外の有望選手を発掘するために、海外に計6つのサッカースクールを設立し、専用の学校も建設して学校教育と練習を行っている。
ラ・マシアのFCバルセロナB以下のカテゴリーには300人以上の選手が在籍しており、20人以上のコーチ（いずれも元プロサッカー選手）が指導に当たっている。コーチ以外にも医師、カウンセラー、栄養士、料理人、理学療法士など50人以上の専門職員が働いている。FCバルセロナBはトップチームと同じ4-3-3フォーメーションを採用している。FCバルセロナBは午前と午後に練習し、フベニールA以下のカテゴリーは学校での勉強を終えた夕方以降に練習する。カデーテAまでは飛び級でプレーすることはなく、同年齢の選手たちとプレーする。

## 待遇
学費や生活費は全額クラブ負担。トレーニングウェア、スパイク、タオルなどはクラブから支給され、私立学校の学費もクラブが負担する。大学に関しても取得単位ごとにクラブが学費を払うシステムを採用している。
親元から通う地元カタルーニャ州の選手であっても、片道1時間以上かかる遠方の選手はクラブがタクシーを手配する。近年では親元で生活することのメリットを再評価し、ジュニア年代の選手はなるべく親元からタクシーで通わせるようなシステムにシフトチェンジしている。そのため、年間予算における選手送迎用のタクシー手配は数千万円にもおよぶ。長時間の送迎となる場合は、練習場での監督、コーチよりも接する時間が長くなるタクシー運転手の採用にもクラブは戦略的で、人柄やコミュニケーション能力を重視して雇用契約を結んでいる。

## セーフティーネットとコーディネーター
ピッチ内でのセーフティーネットも充実している。バルセロナでは育成年代で指導する監督に、全選手にシーズン中最低40％の出場時間を与えることを義務付けている。2014年までコーディネーターを務めたアルベルト・プッチ・オルトネダは「バルセロナが獲得する選手であれば、その才能や技術は保証されているので、全員を均等に使うことを求めるのは当たり前」と語る。勝つために「補欠」を設けることは許されず、全選手が同じチャンスを与えられる。
また、育成組織の中で複数のコーディネーター（調整役）のポストを用意し、「監督と選手」という関係のみで選手が一面的に評価されてしまわないように、より多角的な評価システムを構築している。プレー面で選手が悩みを抱え、それを監督やチームスタッフに相談できないときには、コーディネーターが間に入れるよう、彼らは毎日担当する全チームの練習に足を運び、積極的に選手たちに声をかける。
戦力外になった選手へのセーフティーネットも整備されている。バルセロナは地元カタルーニャ州に業務提携を結ぶ町クラブを15ほど抱えていて、戦力外となった選手の行き先を親身に探す。そのため、でていく選手には「来季の戦力ではないが、町クラブで試合に出てレベルアップすればバルセロナに戻るチャンスはある」と言って送り出し、提携先のクラブからもその後の成長ぶりについて定期的な報告を受ける。復帰が望める選手に対しては、実際にスカウトを派遣するなど、常に選手の動向、成長をチェックしている。
彼らは長年の経験から、セーフティーネットがしっかりと整備された環境下で、選手を激しく競わせながら一貫性を持って育てれば、2％の確率でトップ昇格できる真のエリートが生まれてくるのみならず、それまでの過程で競争からふるい落とされていく98％の選手たちの人間教育も可能になると理解している。表面上は育成に巨額の予算を投じて、豪華な施設や生活環境を整えているが、中にいる指導者や寮のスタッフといった関係者はみな、人間味溢れる教育者である。ラ・マシアの寮長を務めるフォルゲラは「サッカー選手として大成できなくても、ラ・マシアでの生活や学業面での努力を生かして立派な社会人になってもらうことが一番の成功例である。」と述べる。取材を受けるたびに、リオネル・メッシやアンドレス・イニエスタといった世界的な有名選手ではなく、Bチームに在籍しながら名門大学を卒業した無名選手を成功例として出す。
初日からあえて厳しい現実を選手たちに突きつける一方で、自身は24時間、365日、選手のために身を粉にして働く。ラ・マシアというのは、そのような人間に支えられながら20年、30年という年月をかけてブラッシュアップされている教育機関であるといえる。

## カテゴリ
| カテゴリー          | 年齢    | 監督                   |
| ------------------- | ------- | ---------------------- |
| FCバルセロナB       | 全年齢  | アルベルト・サンチェス |
| フベニールA         | 17-19歳 | Sergi Mila             |
| フベニールB         | 17-19歳 | Òscar López            |
| カデーテA           | 15-16歳 | Marc Serra             |
| カデーテB           | 15-16歳 | Pol Planas             |
| インファンティールA | 13-14歳 | David Sánchez          |
| インファンティールB | 13-14歳 | Albert Puig            |
| アレビンA           | 11-12歳 | Pau Moral              |
| アレビンB           | 11-12歳 | Jordi Pérez            |
| アレビンC           | 11-12歳 | Guillem Hérnandez      |
| アレビンD           | 11-12歳 | Juan Antonio Gil       |
| ベンハミンA         | 9-10歳  | Dani Segovia           |
| ベンハミンB         | 9-10歳  | David Sánchez          |
| ベンハミンC         | 9-10歳  | Mario Jordano          |
| ベンハミンD         | 9-10歳  | Jordi Poma             |
| プレベンハミン      | 7-8歳   | Albert Ametller        |

## 哲学

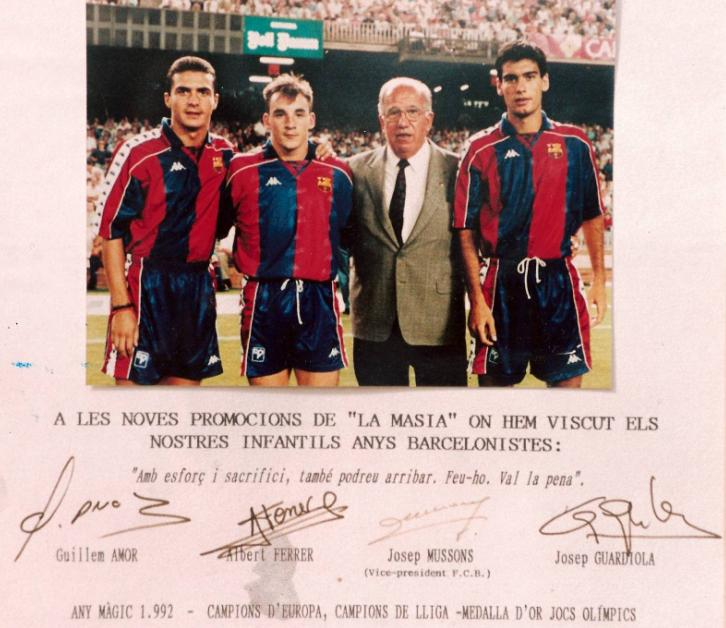
左からアモール、フェレール、ムソンス、グアルディオラ

かつてテクニカル・ディレクターを務めていたペップ・セグーラは成功の秘訣を「プレーの哲学」だと表現し、「クラブの頂点から底辺までひとつの哲学だけがあり、ひとつのメンタリティだけがある」と述べた。この哲学はヨハン・クライフを擁したオランダ代表が具現化させたトータル・フットボールとスペインの伝統的なプレースタイルであるワンタッチプレー（ティキ・タカ）を組み合わせて形成されている。ラ・マシアでは選手のテクニックに焦点が当てられ、細かなパス交換能力が必要不可欠とされている。しばしば持ち出されるFCバルセロナの成功理由のひとつに、パス&ムーブの哲学の継続と傾倒がある。グアルディオラは中盤の深い位置からゲームメイクを行う選手（いわゆる「4番」の選手）の先駆けであり、シャビやイニエスタがその後継者である。トップチームでは中盤の前目の位置で起用されるシャビやイニエスタであっても、ラ・マシアでは中盤の底の位置で起用されることが多かった。またボールだけでなく選手たち自身も流動的に動きまわることで、ポジションに縛られない自由なプレーが心がけられている。欧州サッカー連盟のミシェル・プラティニ会長は「FCバルセロナは、試合に勝ちさえすればよいわけではないという私の哲学を象徴している」と述べてFCバルセロナのスタイルを称賛した。また2010年のFIFAバロンドールでは受賞したリオネル・メッシをはじめシャビ、イニエスタと最終候補3人をラ・マシア出身者で独占したが、シャビはこのことを「カンテラとクラブの哲学の勝利」と表現した。

## 歴史
ラ・マシア寮は、1979年にホセ・ルイス・ヌニェス会長によってバルセロナ市外出身選手のための選手寮に建て替えられた、オリオル・トルトが管理人に任命された。
育成組織寮を建築するというアイデアはAFCアヤックスの育成組織を理想とするヨハン・クライフによってもたらされたものだった。
ラ・マシア寮の最初の卒業生には1988年にトップチームデビューしたMFギジェルモ・アモールなどがおり、彼はトップチームでリーグ戦311試合に出場した。2年後にはGKカルレス・ブスケやMFジョゼップ・グアルディオラがトップチームに昇格した。この3名はトータル・フットボールの哲学を持っていたクライフ監督の下でトップチームデビューした。グアルディオラはクライフのチームの中で重要な役割を果たし、ラ・マシアに在籍していたシャビ・エルナンデス、アンドレス・イニエスタ、セスク・ファブレガスなどに大きな影響を与えた。3シーズンの間グアルディオラの代役を務めたシャビは「彼の代役としての強い期待とプレッシャーを感じ、他クラブへの移籍を考えたこともあった」と述べた。2007年5月にFCバルセロナBがテルセーラ・ディビシオン（4部）に降格したため、FCバルセロナCは消滅している。混乱のさなかにあったFCバルセロナBの監督にグアルディオラが就任すると、彼はチームの改革に着手し、チーム強化のために21歳を超える選手のFCバルセロナB在籍も可能にした。選手たちを若手で構成されるpearls（真珠）とより成熟した選手で構成されるbackbone（背骨）に分け、21歳から26歳の選手で構成されるbackboneの選手たちには最大で2年間の猶予を与えて成長を見守った。チーム改革後、グアルディオラはより良い練習施設の必要性をジョアン・ラポルタ会長に訴え、育成組織の練習は広大な敷地を持つシウター・エスポルティーバ・ジョアン・ガンペールに移った。FCバルセロナBは2007-08シーズン終了時にセグンダ・ディビシオンB（3部）昇格を果たし、2009-10シーズン終了時にセグンダ・ディビシオン（2部）昇格を果たした。2010-11シーズンにセグンダ・ディビシオンに在籍したリザーブチームはビジャレアルCF B（ビジャレアルCFのBチーム）とFCバルセロナBだけであった。育成組織出身者を多数擁してのFCバルセロナBの躍進はラ・マシアの名声をさらに高め、デイリー・テレグラフ紙は「ラ・マシアは優れた下部組織として名高いAFCアヤックスの下部組織に取って代わる存在である」と伝えた。
才能の宝庫としてのラ・マシアの成功と名声は、セスク・ファブレガス、リオネル・メッシ、ジェラール・ピケ、ペドロ・ロドリゲスらの1987年生組に象徴される。2000年にはトップチームのルイス・ファン・ハール監督が11人ものラ・マシア出身選手をトップチームに加え、スター性に欠けるチームだとして人々に嘲笑されたが、2008-09シーズンには8人のラ・マシア出身選手を擁してUEFAチャンピオンズリーグ優勝を果たした。2009年にはメッシがラ・マシア出身選手として初めてバロンドールとFIFA最優秀選手賞を受賞し、同じくラ・マシアの卒業生であるシャビとイニエスタがトップ5にランクインした。

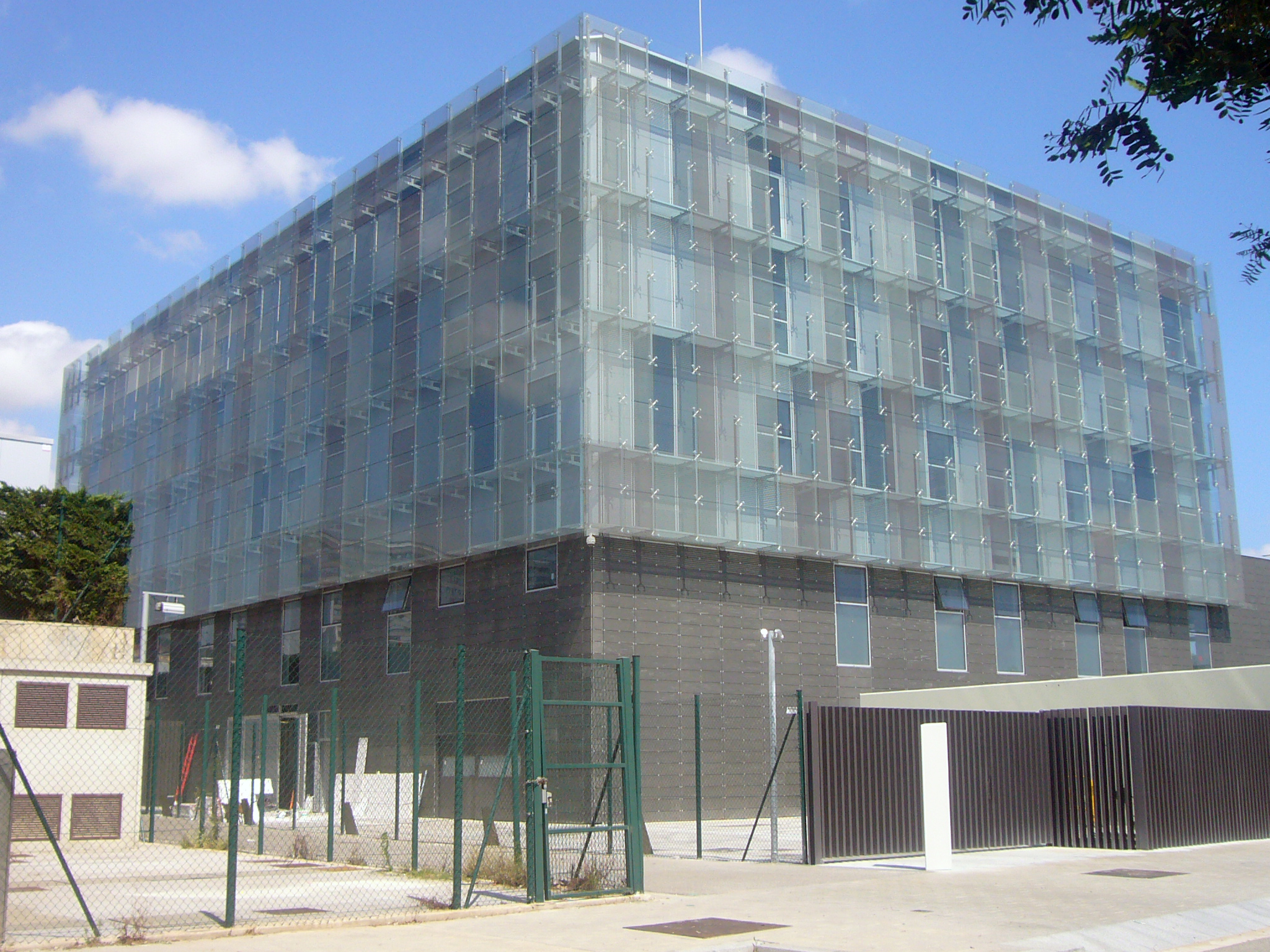
新しい選手寮のオリオル・トルト育成センター

2010年にはスペイン代表が2010 FIFAワールドカップで優勝を果たしたが、このうちの8人はFCバルセロナ出身であり、7人がラ・マシア出身選手であった。スペイン代表のスタメンにはピケ、カルレス・プジョル、イニエスタ、シャビ、セルヒオ・ブスケツ、ペドロの6人が名を連ね、FIFAワールドカップ決勝における単一クラブからの最多人数記録を更新した。ロイターはスペイン代表のFIFAワールドカップでの成功にラ・マシアの存在が大きく影響しており、その他の要因としては経済の発展と幸運が挙げられることを示した。ドイツ代表のヨアヒム・レーヴ監督はFIFAワールドカップ決勝後に「スペイン代表のパスを中心としたプレースタイルはFCバルセロナのそれとそっくりだ。どうやっても彼らには勝てない。ボール回しの際には強い自信と冷静さを兼ね備えている」と述べ、両者に通じる部分があることを指し示した。2010年のFIFAバロンドール投票の最終候補3人（シャビ、イニエスタ、メッシ）はすべてラ・マシア出身者で占められたが、同賞の最終候補3人が同一チームの選手で占められた例は過去に2度しかなく、3人すべてが同一チームの育成組織出身者なのは史上初の快挙だった。
2012年11月25日に行われたリーガ・エスパニョーラ第13節ではバルセロナはアウェーでレバンテと対戦し4−0で勝利した。この試合、13分にダニエウ・アウベスの負傷に伴いマルティン・モントーヤがピッチに入ったことで、クラブの近代史上初となる、11人全員が、バルセロナの下部組織出身選手という編成が完成した。75分からはジョルディ・アルバに代わってアドリアーノ・コレイアが入り、再びカンテラーノは10人の状態へと戻った。

## 出身選手
FCバルセロナのトップチームで公式戦200試合以上に出場したラ・マシア出身選手のリストである。選手の情報はリーガ・エスパニョーラの公式ウェブサイトなどによる。現在もFCバルセロナに所属する選手は太字。
（統計データは2023年6月4日現在）
| 名前                         | 国籍         | ポジション | 生年 | 在籍期間   | 試合数 | 得点数 |
| ---------------------------- | ------------ | ---------- | ---- | ---------- | ------ | ------ |
| リオネル・メッシ             | アルゼンチン | FW         | 1987 | 2004–2021  | 778    | 672    |
| シャビ・エルナンデス         | スペイン     | MF         | 1980 | 1998-2015  | 767    | 85     |
| セルヒオ・ブスケツ           | スペイン     | MF         | 1988 | 2008–2023  | 722    | 18     |
| アンドレス・イニエスタ       | スペイン     | MF         | 1984 | 2002–2018  | 674    | 57     |
| ジェラール・ピケ             | スペイン     | DF         | 1987 | 2008–2022  | 616    | 53     |
| カルレス・プジョル           | スペイン     | DF         | 1978 | 1999– 2014 | 593    | 19     |
| ビクトル・バルデス           | スペイン     | GK         | 1982 | 2002–2014  | 536    | 0      |
| ジョルディ・アルバ           | スペイン     | DF         | 1989 | 2012–2023  | 459    | 27     |
| ギジェルモ・アモール         | スペイン     | MF         | 1967 | 1988–1998  | 421    | 67     |
| ジョゼップ・グアルディオラ   | スペイン     | MF         | 1971 | 1990–2001  | 384    | 12     |
| セルジ・バルフアン           | スペイン     | DF         | 1971 | 1993–2002  | 382    | 11     |
| フランシスコ・ホセ・カラスコ | スペイン     | FW         | 1959 | 1978-1989  | 375    | 65     |
| テンテ・サンチェス           | スペイン     | MF         | 1956 | 1976-1986  | 352    | 19     |
| セルジ・ロベルト             | スペイン     | MF         | 1992 | 2010–2024  | 346    | 16     |
| ペドロ・ロドリゲス           | スペイン     | FW         | 1987 | 2007-2015  | 321    | 99     |
| アルベルト・フェレール       | スペイン     | DF         | 1970 | 1990–1998  | 301    | 3      |
| アントニオ・オルモ           | スペイン     | DF         | 1954 | 1976-1984  | 259    | 5      |

## 寮
ラ・マシア寮は、1702年に建てられた田舎風の住宅で、1979年から選手寮となった。La Masiaという言葉は「カタルーニャ地方の農家」を意味する この選手寮はFCバルセロナのホームスタジアムであるカンプ・ノウに隣接して建っていた。
ラ・マシア寮は70人以上を収容することができ、約60人の選手が暮らしていた。そのうちの50人ほどはスタジアムに隣接した主棟で暮らしており、残りの10人ほどはカンプ・ノウの中にある別棟で暮らした。13歳以上の選手のうち、ラ・マシア寮で生活する選手は40%ほどであり、それ以外の選手は自宅などで暮らしていた。ラ・マシア寮に入ることができるのは13歳以上と定められており、ラ・マシアの12歳以下の選手はカタルーニャ州出身者であるか、家族とともに移住してきたスペイン国外出身選手である。。

### 寮の歴史

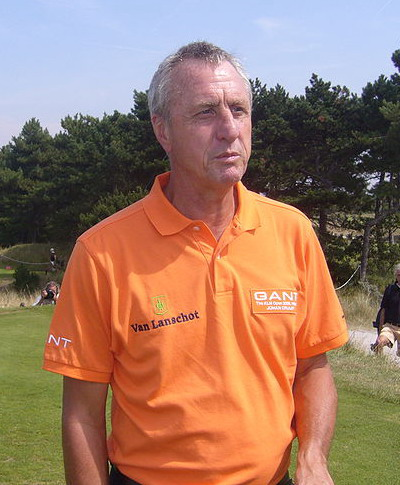
ラ・マシアの建築を提案したヨハン・クライフ

現在ラ・マシア寮として使われている建物は1702年に田舎風住宅として建てられ、1954年にFCバルセロナによって買い取られた。この建物は当初は作業場として使われていたが、カンプ・ノウが1957年9月24日に落成すると閉鎖された。FCバルセロナのエンリク・リャウデット会長時代に拡張改築され、1966年9月26日にクラブ事務所として使用が再開された。クラブの規模が大きくなるにつれて増えた職員を抱えきれなくなり、1979年に選手寮に建て替えられた。
開所から30年で500人以上の選手がラ・マシア寮に在籍した。在籍者の半数はカタルーニャ州出身で、残りの半数はスペインのその他の地域出身であり、スペイン国外出身選手もいる。在籍した500人のうち約10%がトップチームに昇格を果たしている。
ラ・マシア寮は2011年6月30日をもって閉鎖され、32年間の歴史に幕を閉じた。ラ・マシアに代わり、オリオル・トルト育成センターが新たな選手寮となった